# ザ・ボーイ・イズ・マイン
『ザ・ボーイ・イズ・マイン』（The Boy Is Mine ）はアメリカの歌手ブランディとモニカのデュエット曲。LaShawn Daniels、Japhe Tejeda、Fred Jerkins III, Rodney "Darkchild" Jerkinsとブランディによって書かれ、ジャーキンス、ブランディ、ダラス・オースティン がプロデュースした。曲はブランディとモニカそれぞれのセカンド・アルバム『ネヴァー・セイ・ネヴァー』と『ザ・ボーイ・イズ・マイン』からリード・シングルとして発売された。マイケル・ジャクソンとポール・マッカートニーの1982年のデュエット曲「ガール・イズ・マイン」に影響されたこの曲はミッドテンポのコンテンポラリーR&Bであり、歌詞の内容は男性を巡って戦う二人の女性を描いている。
楽曲は音楽評論から好意的な評価を受け取り、二人にとって米国と海外での初めてのナンバーワン・ポップ・ヒットになった。メディアによって憶測されていた二人のライバル関係によってこの曲は260万枚を売上げ、その年の米国で最も売れたシングルになっただけでなく、13週に渡ってBillboard Hot 100の首位を獲得した。この曲は23位から1位に跳ね上がったが、これは1964年のビートルズのシングル「キャント・バイ・ミー・ラヴ」の27位に次ぐチャートが始まって以来2曲目の快挙である。海外ても強いチャートアクションを見せ、カナダ、オランダ、ニュージーランドで1位になり、多くの国のチャートのトップ5に登場した。
ジョセフ・カーンによって監督されたミュージック・ビデオは二人と俳優のメキ・ファイファーが出演している。ビデオはMTV Video Music Awardsで年間最優秀ビデオ賞と最優秀R&Bビデオ賞の2冠を達成した。加えて1999年のグラミー賞ではデュオ・グループ部門の最優秀R&Bヴォーカル・パフォーマンス賞を受賞し、年間最優秀レコード賞と最優秀R&Bソングの2部門でノミネートされた。ビルボードホット100の年間最多売上シングルにこの曲を挙げ、50周年記念のオールタイムHot 100トップ・ソングス・チャートでは54位、オールタイム・トップR&B/ヒップホップ・ソングス・カウントダウンでもこの曲を選んだ。2012年、二人はIt All Belongs to Meで再び共演した。

## チャート
| チャート (1998–1999年)                   | 最高位 |
| ---------------------------------------- | ------ |
| オーストラリア (ARIA)                    | 3      |
| オーストリア (Ö3 Austria Top 40)         | 6      |
| ベルギー (Ultratop 50 Flanders)          | 4      |
| ベルギー (Ultratop 50 Wallonia)          | 2      |
| カナダ トップシングルス (RPM)            | 1      |
| カナダ ダンス・チャート(RPM)             | 1      |
| カナダ アーバン・チャート (RPM)          | 1      |
| カナダ (Nielsen SoundScan)               | 1      |
| デンマーク (IFPI)                        | 3      |
| ヨーロッパ (European Hot 100 Singles)    | 2      |
| フランス (SNEP)                          | 2      |
| ドイツ (GfK Entertainment charts)        | 5      |
| ギリシャ (IFPI Greece)                   | 4      |
| アイスランド (Íslenski Listinn Topp 40)  | 2      |
| アイルランド (IRMA)                      | 2      |
| イタリア (Musica e dischi)               | 10     |
| オランダ (Dutch Top 40)                  | 1      |
| オランダ (Single Top 100)                | 1      |
| ニュージーランド (Recorded Music NZ)     | 1      |
| ノルウェー (VG-lista)                    | 2      |
| スコットランド (Official Charts Company) | 22     |
| スウェーデン (Sverigetopplistan)         | 3      |
| スイス (Schweizer Hitparade)             | 3      |
| UK シングルス (OCC)                      | 2      |
| UK ダンス (OCC)                          | 7      |
| UK R&B (OCC)                             | 1      |
| US Billboard Hot 100                     | 1      |
| US Dance Singles Sales (Billboard)       | 1      |
| US Hot R&B/Hip-Hop Songs (Billboard)     | 1      |
| US Pop Airplay (Billboard)               | 3      |
| US Rhythmic (Billboard)                  | 1      |

| チャート (1998年)                        | 順位 |
| ---------------------------------------- | ---- |
| オーストラリア (ARIA)                    | 17   |
| オーストリア (Ö3 Austria Top 40)         | 22   |
| ベルギー (Ultratop 50 Flanders)          | 35   |
| ベルギー (Ultratop 50 Wallonia)          | 10   |
| カナダ トップ・シングルス (RPM)          | 7    |
| カナダ ダンス・チャート (RPM)            | 7    |
| カナダ アーバン・チャート (RPM)          | 1    |
| ヨーロッパ (European Hot 100 Singles)    | 9    |
| フランス (SNEP)                          | 5    |
| ドイツ (Official German Charts)          | 17   |
| アイスランド (Íslenski Listinn Topp 40)  | 13   |
| オランダ (Dutch Top 40)                  | 8    |
| オランダ (Single Top 100)                | 8    |
| ニュージーランド (Recorded Music NZ)     | 3    |
| スウェーデン (Sverigetopplistan)         | 20   |
| スイス (Schweizer Hitparade)             | 13   |
| イギリス (OCC)                           | 18   |
| イギリス アーバン・チャート (Music Week) | 10   |
| 全米 Billboard Hot 100                   | 2    |
| 全米 ホット R&B シングルス (Billboard)   | 3    |
| 全米 メインストリーム Top40 (Billboard)  | 19   |
| 全米 リズミック Top 40 (Billboard)       | 3    |

| チャート (1990–1999年)     | 順位 |
| -------------------------- | ---- |
| カナダ (Nielsen SoundScan) | 2    |
| 全米 Billboard Hot 100     | 8    |

| チャート (1958–2018年) | 順位 |
| ---------------------- | ---- |
| 全米 Billboard Hot 100 | 70   |